# Clément Bommé
Clément Bommé, né le 29 octobre 1992, à Louisfert, est un coureur cycliste français.

## Biographie
Clément Bommé est actif dans le monde du travail depuis l'âge de seize ans. Durant sa carrière sportive, il concilie la compétition avec son métier de mécanicien de cycles à Châteaubriant, dans un magasin dirigé par l'ancien cycliste professionnel Gérard Rué. 
Il participe à ses premières courses cyclistes à l'âge de douze ans, en donnant d'abord la priorité au cyclo-cross. Après dix saisons passées au CC Châteaubriant, il intègre l'UC Cholet 49 en 2014. Entraîné par Denis Robin, il obtient ses premiers résultats notables sur route en remportant deux courses de première catégorie en 2015. La même année, il brille sur le Tour de Guadeloupe en terminant troisième d'une étape, dix-huitième du classement général et meilleur jeune. Il continue par ailleurs à briller dans le cyclo-cross.
En 2016, il rejoint le VC Pays de Loudéac. Après de bons résultats en cyclo-cross, il est sélectionné en équipe de France au mois de novembre pour participer à une manche de la Coupe du monde, à Zeven. Lors de la saison 2018, il se classe troisième de l'Essor breton, tout en ayant remporté une étape et le classement par points. Il devient également champion régional des Pays de la Loire en cyclo-cross. 
En 2019, il reprend une licence à l'UC Cholet 49. Il décide finalement de mettre un terme à sa carrière sportive à l'issue de la saison 2020.

## Palmarès sur route
| - 2015 - Grand Prix de Louisfert - La Castelbriantaise - 2e du Grand Prix des vins de Panzoult - 2016 - 2e de Manche-Océan - 2017 - 3e de la Ronde du Porhoët | - 2018 - 4e étape de l'Essor breton - 2e du Circuit Rance Émeraude - 3e de l'Essor breton |

## Palmarès en cyclo-cross
| - 2012-2013 - Champion de Loire-Atlantique de cyclo-cross espoirs - Cyclo-cross de Saint-Fort - Cyclo-cross de Sainte-Gemmes-sur-Loire - Cyclo-cross de Teillé - Cyclo-cross de Pouancé - 2013-2014 - Champion de Loire-Atlantique de cyclo-cross espoirs - Cyclo-cross de Teillé - Cyclo-cross de Saint-Jacques-de-la-Lande - Cyclo-cross d'Avessac - Cyclo-cross de Saint-Cyr-le-Gravelais - 2014-2015 - Champion des Pays de la Loire de cyclo-cross - Cyclo-cross de Pouancé - Cyclo-cross d'Angers - 2015-2016 - Cyclo-cross de Pouancé - Cyclo-cross de Châteaubriant - Cyclo-cross du Lion-d'Angers - Cyclo-cross d'Azé - Cyclo-cross de Saint-Cyr-le-Gravelais - Cyclo-cross de Redon - 2e du championnat de Bretagne de cyclo-cross | - 2016-2017 - Cyclo-cross de Saint-Sauveur-de-Landemont - Cyclo-cross de Teillé - 2017-2018 - Cyclo-cross de L'Hôtellerie-de-Flée - Cyclo-cross de Saint-Jacques-de-la-Lande - 2018-2019 - Champion des Pays de la Loire de cyclo-cross - Cyclo-cross de Châteaubriant - Souvenir Romain-Guyot, Sainte-Gemmes-sur-Loire - Cyclo-cross de l'Erdurière, Couëron |